# Avnslev-stenen
Avnslev-stenen var en runesten, fundet i Aunslev på Fyn i 1623. Ifølge Jonas Skonvigs beskrivelse er stenen flyttet fra en høj lige syd for Aunslev Kirke til kirkegårdsmuren, herfra er den ført til København ca. 1652 og anbragt på Trinitatis Kirkegård. Den gik tabt ved Københavns brand i 1728. Stenen hørte til blandt de ældste runesten i Danmark. 

## Indskrift
| Translitteration | Side A [… --(ą)(t)R stAin sAsi sAti ru…] Side B [… kArþi Auk ruul(f)(R) …] |
| Transskription   | … [st]ændR stæinn sāsi, satti Rō[đ](?) … gærđi ok RōulfR …                 |
| Oversættelse     | … står denne sten. Ro… satte … og Roulv gjorde …                           |

Ifølge Skonvigs tegning er indskriften ordnet i bustrofedon ligesom de jævngamle Helnæs-stenen og Flemløse-stenen 1. Indskriften nævner formentlig goden Roulv, som også kendes fra tre andre fynske runesten, nemlig Helnæs-stenen og Flemløse-stenen 1 og Flemløse-stenen 2. De tre sidstnævnte er rejst på det sydvestlige Fyn med få kilometers afstand, mens Avnslev-stenen har været rejst på det østlige Fyn. 